# Indigofera paucistrigosa
Indigofera paucistrigosa är en ärtväxtart som beskrevs av Jan Bevington Gillett. Indigofera paucistrigosa ingår i släktet indigosläktet, och familjen ärtväxter. Inga underarter finns listade i Catalogue of Life.